# Lachlania fusca
Lachlania fusca är en dagsländeart som först beskrevs av Luisa Eugenia Navas 1924.  Lachlania fusca ingår i släktet Lachlania och familjen Oligoneuriidae. Inga underarter finns listade i Catalogue of Life.